# سیارک ۵۲۴۶
سیارک ۵۲۴۶ (به انگلیسی: 5246 Migliorini، نامگذاری:1979OB) پنج هزار و دویست و چهل و ششمین سیارک کشف شده‌است که در ۲۶ ژوئیه ۱۹۷۹ کشف شد.
قدر مطلق سیارک برابر ۱۴٫۵۰ است.